# Slavko Kalezić
Slavko Kalezić (montenegrinska: Славко Калезић), född 4 oktober 1985 i Titograd (numera Podgorica) i dåvarande Socialistiska republiken Montenegro, är en montenegrinsk sångare och låtskrivare. Han representerade Montenegro i Eurovision Song Contest 2017 med låten "Space".